# LIFE (YUIの曲)
「LIFE」（ライフ）は、日本のシンガーソングライター・YUIのメジャー3作目（通算4作目）のシングル。

## 概要
- 前作「Tomorrow's way」から約5か月ぶりのシングル。
- 表題曲はテレビアニメ『BLEACH』のエンディングテーマに起用された。アニメのタイアップを手掛けるのは初となった。
- 今作収録曲の編曲は前2作のシングル同様、鈴木Daichi秀行が手掛けているが、表題曲のみペンネームであるnortha+名義となっている。以降の作品は全て上述のペンネームが使用された。
- オリコンチャート初登場9位を獲得。「feel my soul」以来2作ぶりにトップ10入りを果たした。

## 収録曲
| 全作曲: YUI。 |                                             |      |            |                        |      |
| #             | タイトル                                    | 作詞 | 作曲・編曲 | 編曲                   | 時間 |
| 1.            | 「LIFE」                                    | YUI  | YUI        | northa+                | 4:04 |
| 2.            | 「crossroad」                               | YUI  | YUI        | Hideyuki DAICHI Suzuki | 3:55 |
| 3.            | 「Tomorrow's way 〜YUI Acoustic Version〜」 | YUI  | YUI        | Hideyuki DAICHI Suzuki | 4:45 |
| 4.            | 「LIFE 〜Instrumental〜」                   |      | YUI        | northa+                | 4:02 |

### 解説
1. LIFE
2. crossroad
3. Tomorrow's way 〜YUI Acoustic Version〜
メジャー2ndシングルの表題曲の弾き語りアコースティックバージョン。
4. LIFE 〜Instrumental〜
表題曲のインストゥルメンタルバージョン。

## 参加ミュージシャン
- YUI：Vocal & Chorus (#1〜3)、Guitar (全曲)

Support Musician
- 鈴木Daichi秀行：Guitars & Programming (#1,2,4)、Bass (#2)
- イワイエイキチ：Bass (#1,4)
- そうる透：Drums (#1,4)
- 小林弌：Percussion (#1,4)

## タイアップ
- テレビ東京系列アニメ『BLEACH』5代目エンディングテーマ (#1)

## 収録アルバム
- FROM ME TO YOU (#1)
- MY SHORT STORIES (#2)
- SHE LOVES YOU (#1)
- GREEN GARDEN POP (#1)
- BLEACH THE BEST (#1)
- タイトルはLIFEです。 (#1)